# Bärmalvesläktet
Bärmalvesläktet (Malvaviscus) är ett växtsläkte familjen malvaväxter med fem arter som förekommer i Amerika. Två arter odlas som krukväxter i Sverige.